# Sedobassia sedoides
Sedobassia sedoides (мітельник очитковий як Bassia sedoides, басія очитковидна як Bassia sedoides) — вид рослин з родини амарантових (Amaranthaceae), поширений у центральній і південно-східній Європі, західній і центральній Азії.

## Опис
Однорічна рослина 10–60 см заввишки. Стебла й гілки густо запушені скуйовдженим кучерявим волосками. Придатки оцвітини прямі або догори відігнуті, гострі, при основі війчасті. Квітки сидять по 2–3 в пазухах приквітка, утворюючи колосоподібне суцвіття. Стебло прямостійне, гіллясте здебільшого приблизно з середини. Листки лінійні, 0.3–1.7 см × ≈ 1 мм, м'ясисті, густо притиснуто запушені; основа розслаблена, верхівка тупа. Плоди широко яйцеподібні, гладкі.

## Поширення
Поширений у центральній і південно-східній Європі (Колишня Югославія, Греція, Румунія, Угорщина, Молдова, Україна, Росія), західній і центральній Азії (Азербайджан, Вірменія, Грузія, Казахстан, Монголія, південний Сибір, північний Сіньцзян).
В Україні вид зростає на південних солончаках, солонцях, солонцюватих степах, вигонах — у Лісостепу (на сході), Степу та Криму.